# Gnophos immundata
Gnophos immundata är en fjärilsart som beskrevs av W. Warren 1899. Gnophos immundata ingår i släktet Gnophos och familjen mätare. Inga underarter finns listade i Catalogue of Life.